# Xaver Senft
Xaver Senft (* 23. September 1919 in Floß (Oberpfalz); † 9. Mai 1984) war ein deutscher Steinmetz und Gewerkschafter.

## Leben und Wirken
Senft besuchte die Volks-, Berufs- und Fachschule und machte danach die Lehre zum Steinmetz. Er erhielt dadurch die Berechtigung, als Steinmetzmeister und Werksteintechniker zu arbeiten. Im Zweiten Weltkrieg gehörte er der Wehrmacht an, unterbrach diese Phase jedoch für zwei Jahre, um die staatliche Meisterschule für Steinmetze in Straßburg zu besuchen. Nachdem er im Herbst 1945 aus seiner sowjetischen Kriegsgefangenschaft zurückgekehrt war, war er Mitbegründer der örtlichen Einheitsgewerkschaft in Floß. 1945 schloss er sich der IG Bau-Steine-Erden an, wenig später war er in der Abteilung Berufserziehung beim Bayerischen Gewerkschaftsbund in Regensburg tätig. 1947 war er am Aufbau der Gewerkschaftsjugend in der Oberpfalz und Niederbayern beteiligt, daraufhin war er (stellvertretender) Vorsitzender des Kreisjugendringes in Regensburg und im Bezirksjugendring Oberpfalz. Nach dem Besuch der Akademie der Arbeit in Frankfurt am Main war er für den Landesbezirk Bayern des DGB hauptamtlich tätig, darunter als Jugend- und Bildungsreferent für Niederbayern und die Oberpfalz, als Leiter der Abteilung Jugend in München, als hauptamtliches Vorstandsmitglied und Vorsitzender des Landesbezirks, und als Leiter der Abteilung Bildung. Parallel dazu war er von 1958 bis 1977 Vizepräsident des Bayerischen Jugendrings, 1974 wurde er stellvertretender Vorsitzender des Landesbeirats für Erwachsenenbildung und war Vorsitzender des von ihm gegründeten DGB-Bildungswerks. Von 1980 bis 1982 gehörte er dem Bayerischen Senat an.